# クラウディオ・タファレル
クラウディオ・タファレル（Cláudio André Mergen Taffarel, 1966年5月8日 - ）は、ブラジル・リオグランデ・ド・スル州サンタローザ出身の元サッカー選手、現サッカー指導者。現役時のポジションはゴールキーパー。元ブラジル代表。優れたPKストッパーとして知られていた。セリエA史上初の外国籍GKであった。
ブラジル代表GKとして最多出場記録を持っている。現在は、ブラジル代表とリヴァプールFCのGKコーチを兼務している。

## クラブ経歴
1984年、SCインテルナシオナルでデビュー。
1990年にパルマACへ移籍。イタリアでプレーする初のブラジル人ゴールキーパーだった。当時ブラジル人ゴールキーパーで欧州で活躍する選手はなく、3人しか無い外国人枠を、どうしてわざわざGKに使うのか、獲得を疑問視する声も多かったが、この年パルマの全68試合全てに出場、コッパ・イタリアなどのタイトル獲得に貢献した。1991-92シーズン、チームは8本のPKを献上したが、このうちの半分をストップしてみせた。1992-93シーズン、新たにアスプリージャが加入すると、ブローリン、グルンが殆どの試合で起用され、外国人枠の問題で出場機会を6試合にまで減らした。1993-94シーズンはACレッジャーナに移籍、レギュラーとしてプレーした。
ワールドカップ後は暫く移籍交渉がまとまらず、フリーであったが、1995年にはアトレチコ・ミネイロへ加入、1998年にはガラタサライSKへ移籍、UEFAカップの優勝などに貢献した。
2001年にはジャンルイジ・ブッフォンが移籍した事によりパルマへ復帰し､セバスティアン・フレイに次ぐ第2GKを務めた。このシーズン、リーグ戦では6試合の出場に留まったが、コッパ・イタリアでは、決勝のユヴェントス戦を含め、全8試合に出場し、優勝を果たした。翌2002-03シーズン終了後に現役を引退した。
現役引退後は古巣ガラタサライのゴールキーパーコーチに就任。2014年11月、チェーザレ・プランデッリの解任を受け、ガラタサライの暫定監督を務めた。現在はGKコーチを務めている

## 代表経歴
1988年7月7日のオーストラリア戦で代表デビューを果たすと、1990年のイタリアW杯でベスト16に終わったものの、全試合出場を果たした。
1994年のアメリカW杯では、正キーパーとして全試合でゴールマウスを守り、イタリアとの決勝戦ではPK戦でダニエレ・マッサーロのPKを止め、フランコ・バレージ、ロベルト・バッジョの失敗を誘い、優勝に貢献した。
決勝戦から1年後の同日に行われたコパ・アメリカの準々決勝・アルゼンチン戦でもPK戦に勝利した。
それから代表からはしばらく遠ざかっていたが、トルコでの活躍を買われ、1998年のフランスW杯の代表に選出された。本大会でも準決勝のオランダ戦で2本のキックをストップしてPK戦を制し、勝利に貢献した。決勝戦では地元フランス相手に3失点し、準優勝に終わった。
ブラジル代表GKとして最多出場記録を保持し、W杯通算18試合出場もGKとしては最多記録。
2018 FIFAワールドカップ・ブラジル代表GKコーチ、ガラタサライGKコーチ兼任。

## エピソード
トルコでは長友佑都と同じマンションに住み、まだ車が無い長友を自らが運転する車に同乗させ、クラブハウスまで連れて行っていた。。また長友に本格的なイタリア料理をふるまい、長友はその料理を「びっくりするほど美味しかった」と振り返っている。

## 代表歴

### 出場大会
- ブラジル代表
  - 1990 FIFAワールドカップ
  - 1994 FIFAワールドカップ
  - 1998 FIFAワールドカップ

### 試合数
- 国際Aマッチ 101試合 0得点（1988年-1998年）[10][1]

| ブラジル代表 | 国際Aマッチ | 国際Aマッチ |
| 年           | 出場        | 得点        |
| ------------ | ----------- | ----------- |
| 1988         | 7           | 0           |
| 1989         | 16          | 0           |
| 1990         | 7           | 0           |
| 1991         | 10          | 0           |
| 1992         | 2           | 0           |
| 1993         | 15          | 0           |
| 1994         | 9           | 0           |
| 1995         | 5           | 0           |
| 1996         | 0           | 0           |
| 1997         | 15          | 0           |
| 1998         | 15          | 0           |
| 通算         | 101         | 0           |